# ديفيد هوكني

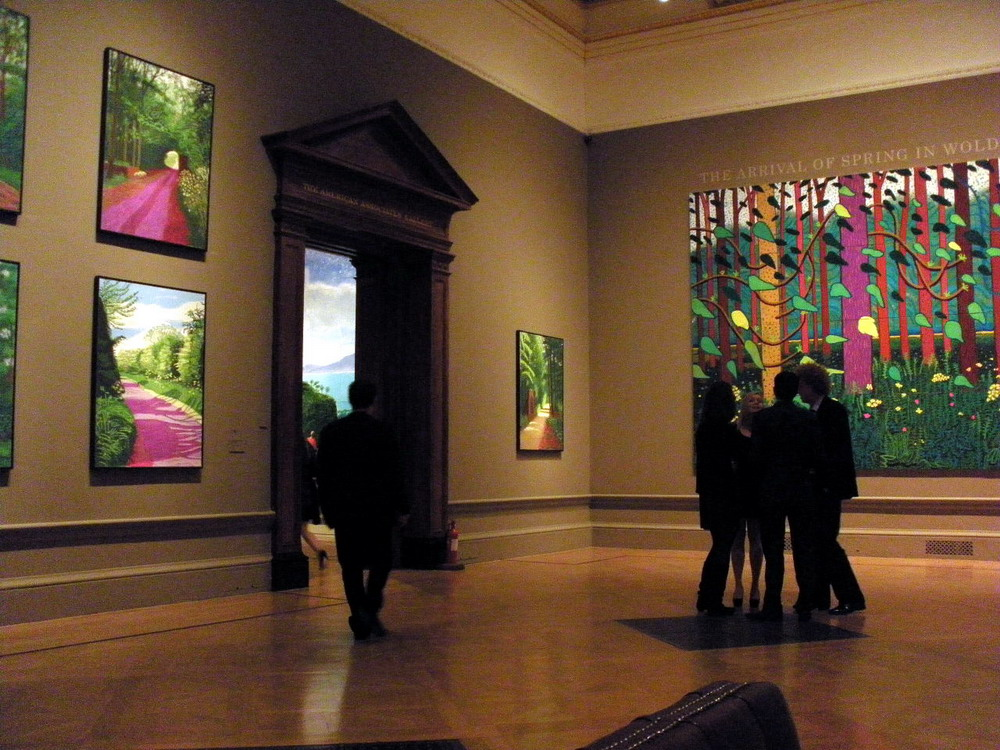
عرض في الأكاديمية الملكية في عام 2012 ولوحته في الأعلى على يسار الصورة

ديفيد هوكني بالإنكليزية: (David Hockney) هو من أشهر الرسامين الإنكليز في القرن العشرين، ولد هوكني في 9 من شهر يوليو عام 1937 في مدينة برادفورد البريطانية، لكنه يقيم حالياً في ولاية كاليفورنيا بالولايات المتحدة الأمريكية، في مدينة لوس انجليس منذ منتصف السيتينات، غير أنه يحتفظ باستوديو خاص في لندن، دخل عالم الرسم منذ مرحلة دراسته الابتدائية، وتأثر بعدد من الفنانين الكبار، كبيكاسو وفان غوخ.

## نشأتة
ولد ديفيد هوكني في مدينة برادفورد، وبدأ مشوار تعليمة في مدرسة ويلينجتون الابتدائية، ومن ثم التحق بكلية برادفورد للفنون، ثم الكلية الملكية للفنون في لندن.

## أعماله
عُرضت أغلى لوحاته وكانت رسمة للطبيعة «نيكولز كانين» في معرض فيليبس في السابع من شهر ديسمبر 2020 وتساوي 35 مليون دولار وفقا للبيان الصحفي الذي أصدرته فيليبس ووصِفت بأنها «أهم لوحة خاصة للفنان رسمت الطبيعة». إن السعر المعلن يجعل منها اللوحة الأغلى ثمنا من بين لوحاته للطبيعة في المزاد.
إن لوحة «نيكولز كانيون» تمثل ما احتضنه هوكني للطبيعة بعد التصوير الفوتوغرافي في سبعينيات القرن الماضي وانعكس على رسمه، وأُدرج في 1981 روح جديدة في الرسم في الأكاديمية الملكية في لندن.

## روابط خارجية
- ديفيد هوكني على موقع IMDb (الإنجليزية)
- ديفيد هوكني على موقع الموسوعة البريطانية (الإنجليزية)
- ديفيد هوكني على موقع مونزينجر (الألمانية)
- ديفيد هوكني على موقع ألو سيني (الفرنسية)
- ديفيد هوكني على موقع ميوزك برينز (الإنجليزية)
- ديفيد هوكني على موقع أول موفي (الإنجليزية)
- ديفيد هوكني على موقع قاعدة بيانات الأفلام السويدية (السويدية)
- ديفيد هوكني على موقع إن إن دي بي (الإنجليزية)
- ديفيد هوكني على موقع ديسكوغز (الإنجليزية)
- ديفيد هوكني على موقع قاعدة بيانات الفيلم (الإنجليزية)

- ديفيد هوكني على موقع CNN (الإنجليزية)